# 南斯拉夫民族运动
南斯拉夫民族运动，又称联合战斗劳动组织（Združena borbena organizacija rada/Здружена борбена организација рада，缩写为Zbor/Збор），是由政治家迪米特里耶·廖蒂奇领导的南斯拉夫法西斯运动和组织。它成立于1935年，在两次世界大战期间得到了德国相当大的财政和政治援助，并参加了1935年和1938年的南斯拉夫议会选举，在那两次选举中，它从未获得超过1%的选票。
1941年4月轴心国入侵和占领南斯拉夫后，德国人选择了几名民族运动的成员加入米兰·内迪奇的塞尔维亚救国政府，塞尔维亚志愿军（SDK）作为民族运动的党军成立。1944年末，迪米特里耶·约蒂奇和他的追随者与德国人一起撤退到斯洛文尼亚。3月，迪米特里耶·约蒂奇和切特尼克领导人德拉查·米哈伊洛维奇就对抗南斯拉夫游击队的最后一搏联盟达成一致，随后，民族运动的成员便听从切特尼克的指挥。不过，迪米特里耶·约蒂奇于1945年4月下旬死于一场车祸，他的追随者其他切特尼克成员一起逃往意大利。战争结束后，西方盟国将许多人引渡回南斯拉夫，其中大部分人被处决。那些没有被引渡的人移民到西方国家，并建立了旨在促进南斯拉夫民族运动政治化的移民组织。

## 背景
迪米特里耶·约蒂奇是两次世界大战期间南斯拉夫王国的右翼政治家。 作为卡拉乔尔杰维奇王朝的忠实拥护者，1931年2月16日，他被国王亚历山大一世任命为南斯拉夫王国的司法部部长。同年6月，约蒂奇向亚历山大一世建议，南斯拉夫的政治制度应该按照意大利的法西斯主义来构建。他向他提交了一份宪法草案，其中提出“一个有机的世袭君主立宪制且是非民主和非议会制，以动员民众力量为基础，专注于在经济、专业、文化和慈善组织周围并且在政治上对国王负责。” 国王拒绝了他的建议，认为其过于独裁和专制。8月17日，当政府决定在南斯拉夫建立一个由政府支持的单一政党后，约蒂奇选择辞去职务。

## 创立

南斯拉夫民族运动的党旗

1934年，亚历山大一世在法国马赛被暗杀。同年，约蒂奇与三个法西斯运动及其党报的出版商一起在贝尔格莱德出版了《祖国》（Otadžbina ）。同时，他们还在黑塞哥维那出版了月刊《集会》（Zbor） 以及在兹雷尼亚宁出版周刊《觉醒》（Buđenje）。 洛蒂奇为这三份报纸做出了很大的贡献，并在成为一个很有影响力的人。随后，他便创立了南斯拉夫民族运动，也称为联合积极劳工组织。南斯拉夫民族运动是由三个法西斯组织——贝尔格莱德的南斯拉夫行动、卢布尔雅那的“战士”和兹雷尼亚宁的“觉醒”合并而成。1935年1月6日，在贝尔格莱德正式成立，其成员选举约蒂奇为主席，尤拉伊·科雷尼奇(Juraj Koreni)为副主席，弗兰·坎达雷(Fran Kandare )为第二副主席，韦利博尔·约尼奇为秘书长。约蒂奇之所以被选中，其中很大原因是因为他之前担任过司法部部长，并且与王室有联系。
南斯拉夫民族运动的官方目标是实行计划经济和“国家和家庭的种族和生物防御”。 《祖国报》成为其官方报纸，但是该党一成立就被宣布为非法，这是因为自1929年亚历山大国王宣布独裁以来，南斯拉夫几乎所有政党都被取缔。1935年9月2日，约蒂奇和律师米兰·阿奇莫维奇向南斯拉夫内政部请求将民族运动合法化。 11月8日，内政部承认其为一个合法政党。德国驻南斯拉夫的外交官很快注意到他们，德国驻南斯拉夫特使维克托·冯·希伦(Viktor von Heeren)向其提供了财政援助，并派遣德国特工渗透其中。一位德国观察家指出：“南斯拉夫民族运动是一种国家社会主义政党。其原则是反共济会、反犹太人、反共产党和西方资本主义。”除此以外，德国的工业企业和德国情报部门向他们提供了进一步的财政援助。民族运动在塞尔维亚获得的大部分支持来自城市中产阶级、右翼学生和武装部队。他们的大多数成员是塞尔维亚人，还有少量克罗地亚人和斯洛文尼亚人加入该党。由于对约蒂奇宣扬的独裁主义的分歧以及在塞尔维亚缺乏声望和政治权力，他们的成员流动性很大，同时，又因为约蒂奇的亲德情绪和宗教狂热，这使得他逐渐在塞尔维亚不受欢迎。民族运动获得的支持有限，是因为塞尔维亚民众中激进的右翼情绪并不强烈。这是因为极右翼政治与德国有关，由于极端反德，大多数塞尔维亚人完全拒绝法西斯和纳粹思想。 南斯拉夫运动从诞生到灭亡，其人数都没有超过10,000名活跃成员，其大部分支持来自斯梅代雷沃和伏伊伏丁那的德意志少数民族（Volksdeutsche），这些少数民族自1933年以来一直受到纳粹宣传的影响。
在米兰·斯托亚迪诺维奇担任南斯拉夫首相期间，民族运动的许多成员离开了该党并加入了斯托亚迪诺维奇的南斯拉夫激進聯盟（Jugoslovenska radikalna zajednica）。尽管如此，该运动仍然主张放弃个人主义和议会民主。约蒂奇呼吁南斯拉夫人应该团结在一个统治者周围，回归其宗教和文化传统，接受基督教教义、南斯拉夫传统价值观和法团主义。他主张建立一个中央集权制的国家，并指出南斯拉夫的统一是历史和政治的必然，塞尔维亚人、克罗地亚人和斯洛文尼亚人有着“血缘关系和共同的命运”，不过，约蒂奇设想的南斯拉夫将由塞尔维亚统治。除此以外，他们也是南斯拉夫唯一公开宣扬反犹太主义和仇外的政党。

## 战间期
南斯拉夫民族运动尽管反对议会民主，但他们还是参加了战间期的1935年南斯拉夫议会选举。有超过8,100名候选人参加选举。1935年5月5日，南斯拉夫
政府首次公布选举结果，72.6%的合格选民共投了2,778,172张选票。博戈柳布·耶夫蒂奇所代表的南斯拉夫激进联盟获得了1,738,390票（62.6%）和320个议会席位，弗拉多科·马切克领导的克罗地亚农民党一共获得了983,248票（35.4%）和48个席位，并成为议会中最大的反对党。民族运动在投票中排名垫底，获得23,814票（0.8%），并且在议会中没有获得任何席位。在收到的所有选票中，有13,635张来自多瑙河省，约蒂奇的家乡斯梅代雷沃就位于该地区。南斯拉夫政府最初公布的选举结果引起公众骚乱，这迫使政府重新统计票数并于5月22日公布重新计票后的结果。结果显示，耶夫蒂奇代表的南斯拉夫激进联盟获得了1,746,982票（60.6%）和303个席位，克罗地亚农民党获得1,076,345票（37.4%）和67个席位，而南斯拉夫民族运动的得票数有所提高，获得了 24,008票 (0.8%) ，但仍然没有席位。
1937年，约蒂奇开始通过党报批评和攻击首相米兰·斯托亚迪诺维奇，并指控他参与了三年前针对亚历山大国王的刺杀事件。作为回应，斯托亚迪诺维奇政府揭露约蒂奇受到德国人的资助，以传播纳粹宣传并帮助德国在南斯拉夫获取利益。有意思的是，约蒂奇与德国人之间有联系的证据正是由斯托亚迪诺维奇的支持者、纳粹德国空军指挥官赫尔曼·戈林交给南斯拉夫当局的。斯托亚迪诺维奇在次年的议会选举中利用这些证据为自己谋取利益，将包括约蒂奇在内的对手描述为“不忠诚的煽动者”。作为回应，洛蒂奇继续通过《祖国报》的问题攻击斯托亚迪诺维奇，很快，斯托亚迪诺维奇政府继续禁止所有民族运动的集会和报纸，没收了他们宣传材料，并逮捕了民族运动的领导人。1938年9月，南斯拉夫宪兵向一群民族运动的支持者开枪，造成至少一人死亡同时约蒂奇被捕。由于他经常去教堂，因此他被指控犯有宗教狂热，并在被释放之前被送往精神病院。10月10日，斯托亚迪诺维奇解散了南斯拉夫议会，宣布举行新的选举，并安排逮捕更多的民族运动成员。约蒂奇回应称，逮捕支持者是为了阻止他们参加即将举行的选举。1938年12月的议会选举产生了三名候选人：斯托亚迪诺维奇、马切克和洛蒂奇。在投票期间，包括民族运动在内的反对党成员被逮捕并受到警方恐吓，而且投票登记册被篡改成有利于斯托亚迪诺维奇的结果。最终民族运动在选举中垫底，一共获得了30,734票（1.01%），但还是没得到议会席位。投给民族运动的这些票中，有17,573票来自多瑙河省，而来自海滨省的投票从1935年5月的974票增加到1938年12月的2,427票。

## 二战

### 1939-1941

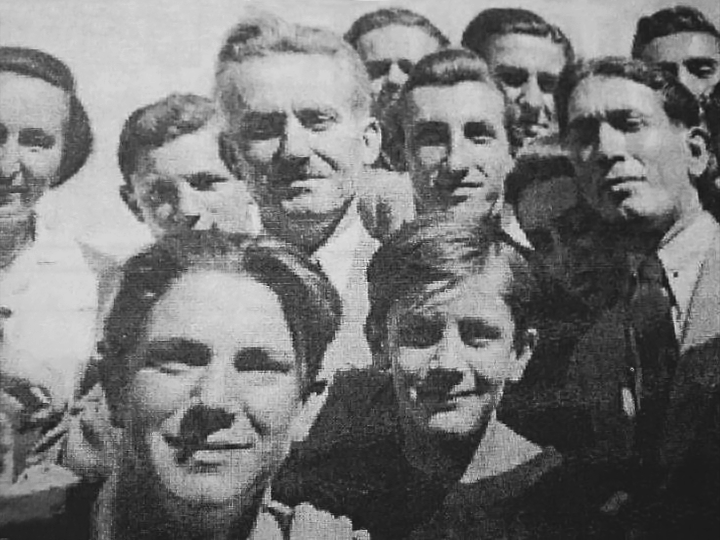
约蒂奇和“白鹰”成员的合影

1939年8月，约蒂奇的表哥米兰·内迪奇被任命为南斯拉夫国防大臣。同年晚些时候，所有民族运动出版物都被政府禁止。不过，约蒂奇利用他与内迪奇的关系，使得他们的被禁刊物《Bilten》（公报）可以印刷且允许发给南斯拉夫皇家军队的士兵。该杂志由一家军事印刷厂非法出版，并通过南斯拉夫的军队邮政系统在全国各地分发，约蒂奇是该杂志的主要撰稿人和主编。从1939年3月到1940年10月，《Bilten》共出版了58期，约蒂奇在杂志上主张亲轴心国的南斯拉夫外交政策，并批评贝尔格莱德对犹太人的宽容。该杂志后来的各期印刷量多达20,000 份，也使得约蒂奇特别高兴能够在军队中传播自己的意识形态。
第二次世界大战爆发后，约蒂奇支持南斯拉夫在冲突中采取中立政策，同时主张南斯拉夫外交应重点关注与纳粹德国的关系。他强烈反对1939年8月签订的的《茨维特科维奇马切克协议》，并多次写信给保罗亲王，敦促他废除该协定。在这些信中，他主张立即根据民族运动的意识形态重组政府，废除克罗地亚自治，将南斯拉夫皇家军队划分为塞族部队和一些克罗地亚和斯洛文尼亚人组成的支队，这些支队不被允许携带武器并且只能作为劳工部队。实际上，约蒂奇提出的这些措施的目的都是为了将南斯拉夫的非塞尔维亚人降为二等公民。此时的民族运动已经被德国的盖世太保、阿勃维尔和党卫队渗透的底朝天。1940年，南斯拉夫皇家军队选择清洗了军队中的亲德分子，约蒂奇失去了他对武装部队的大部分控制。
约蒂奇的追随者选择以暴力回应《茨维特科维奇马切克协议》并且与南斯拉夫共产党的青年派发生冲突。这起事件吸引了超过5000人加入民族运动，并且在民族运动的内部形成了一个被称为“Zbor”的学生组织，也就是在南斯拉夫内战中的赫赫有名的“白鹰”的前身。1940年7月，约蒂奇强烈反对在外交上承认苏联，南斯拉夫政府此举的目的是为了在面临战争的情况下加强南斯拉夫的内部力量，而不是将大部分精力放在内斗上。

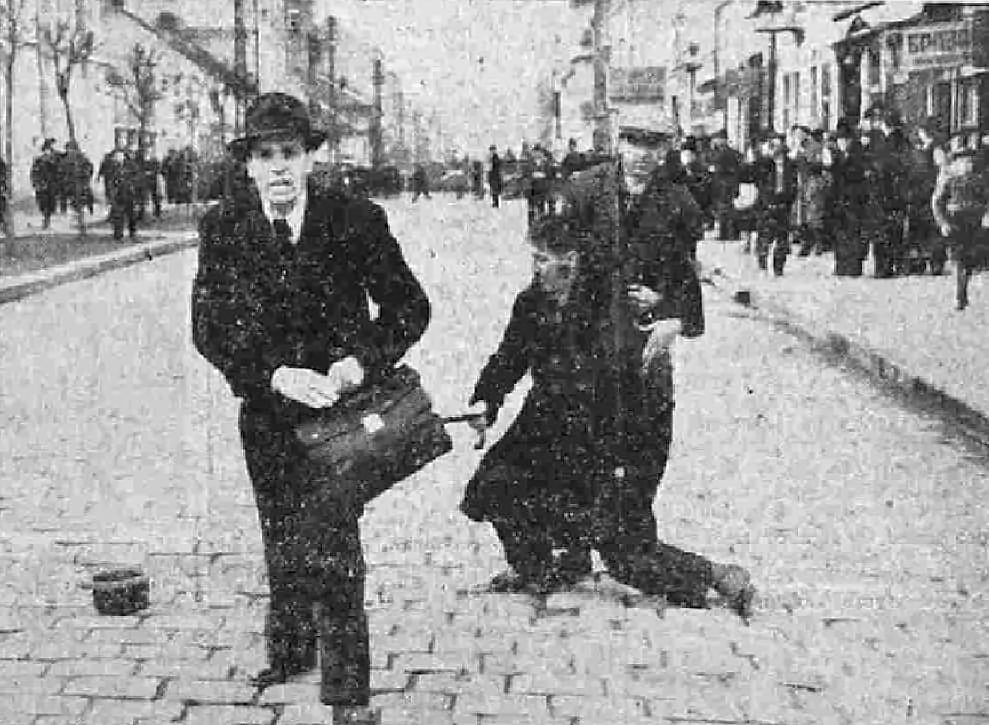
骚乱期间，被袭击的民族运动成员

1940年10月23日，白鹰成员在贝尔格莱德大学校园外举行集会。据称，贝尔格莱德警察提前预知了骚乱，并在暴力事件爆发前撤离了该地区。随后，白鹰成员用手枪和刀威胁教师和学生，还刺伤了其中一些人，欢呼阿道夫·希特勒和贝尼托·墨索里尼为他们的英雄，并高喊：“打倒犹太人！”其它塞尔维亚民族主义运动的成员也参与了约蒂奇策划的骚乱，希望通过骚乱引发戒严，从而帮助他们在大学中吸引更多的学生并建立更加集中的控制体系。塞尔维亚公众对骚乱表示愤怒。 10月24日，南斯拉夫政府取消了南斯拉夫民族运动的合法地位。11月2日，内政部把所有民族运动的成员的名单交给了塞尔维亚所有市政管理单位，以便政府拘留民族运动成员来镇压他们，各种搜捕行动迫使约蒂奇躲藏起来。在此期间，塞尔维亚唯一支持洛蒂奇的公众人物之一是塞尔维亚东正教主教尼古拉·维利米罗维奇，他称赞洛蒂奇“对上帝忠实”和拥有“良好的品格”。尽管政府调查发现民族运动因接受德国资金而犯有叛国罪，但当局还是小心翼翼地没有逮捕约蒂奇，以免激怒德国人。约蒂奇受到政府监视，但当局很快就失去了他的踪迹。他躲在贝尔格莱德的朋友身边，并与内迪奇和维利米罗维奇保持联系。11月6日，内迪奇辞职以抗议政府对民族运动的镇压。尽管民族运动被取缔以及约蒂奇辞职，但《Bilten》的仍然继续印刷。这些人支持亲轴心国的外交政策，批评政府对犹太人和共济会的宽容，并攻击政府中亲英的成员并反对南斯拉夫签署三方同盟条约。约蒂奇一直躲藏起来，直到1941年4月轴心国入侵南斯拉夫。

### 1941-1945
1941年4月6日，轴心国军队入侵南斯拉夫。南斯拉夫皇家军队装备落后，训练不足，很快就被轴心国击败了。数十名民族运动籍的南斯拉夫皇家陆军军官在入侵期间被国防军俘虏，但很快被释放。德国人向约蒂奇发出了一份书面通知，确保他在南斯拉夫能够自由的行动。德国军队占领贝尔格莱德后不久，约蒂奇的追随者就接到任务，从该市的非犹太人中挑选出大约1200名犹太人。
德国占领塞尔维亚后，禁止除民族运动之外的所有政党的活动。尽管他们最初打算让约蒂奇担任塞尔维亚救国政府的首脑，但他们很快意识到，约蒂奇和德国人不受人们待见，他们很容易会失败。因此，德国人决定任用米兰·阿西蒙维奇作为傀儡政府的领导人，而约蒂奇被任命为经济专员，但他从未就任，部分原因是他不喜欢在政府中扮演次要角色而且他不受欢迎。他通过他的两名最亲密的战友，民族运动成员斯特万·伊万尼奇 (Stevan Ivanić) 和米洛斯拉夫·瓦西里耶维奇 (Miloslav Vasiljević)，间接对塞尔维亚傀儡政府施加影响。尽管约蒂奇不受欢迎，但是德国人比任何其他人更信任约蒂奇。德国占领塞尔维亚后，共产党发动了1941年塞尔维亚起义，德国人意识到他们需要一支可靠的合作主义力量来对抗，他们于1941年9月允许他组建塞尔维亚志愿军。
10月，民族运动在德国的财政支持下，于贝尔格莱德举办了盛大的反共集会展览。该展览试图通过几场以反犹太主义、反共济会和反共产主义宣传为特色的展览，宣扬所谓的犹太-共济会阴谋论和共产主义统治世界的阴谋。12月，塞尔维亚志愿军分队正式更名为塞尔维亚志愿军（塞尔维亚-克罗地亚语：Srpski dobrovoljački korpus，以下简称SDK），并由炮兵将军保罗-巴德尔（Paul Bader）领导。虽然SDK不是德国国防军的正式部队，但SDK从德国人那里获得了大量的武器、弹药、食物和制服等物质资源。不过，塞尔维亚志愿军受到的限制很大，未经德国授权，他们不得离开驻扎地点。与塞尔维亚国民警卫队一样，它由高级党卫军和警察领导人奥古斯特·梅斯纳以及塞尔维亚总司令直接指挥。在作战期间，他们也要接受德国人的战术部署和指挥。不过，SDK是战争期间德国人唯一信任的塞尔维亚武装团体，他们经常因英勇的行动而受到德国指挥官的赞扬。SDK经常帮助盖世太保追查和围捕从逃脱集中营逃跑的犹太平民。
1942年7月15日，切特尼克的领导人德拉查·米哈伊洛维奇向南斯拉夫流亡政府发出一封电报，要求他们公开谴责约蒂奇、内迪奇和叛逃的切特尼克领导人科斯塔·佩恰纳克。南斯拉夫流亡政府通过英国广播公司电台回应。1944年10月4日，南斯拉夫人民解放军围攻贝尔格莱德，约蒂奇、内迪奇和大约300名塞尔维亚救国政府官员和德国人一起逃离贝尔格莱德。约蒂奇和SDK于10月底抵达奥西耶克，德国同意安排他们通过斯洛文尼亚海岸的安全通道撤离。1945年初，切特尼克领导人帕夫勒·久里希奇决定不听从米哈伊洛维奇的命令，独自带领部队转移到卢布尔雅那，并安排在斯洛文尼亚的约蒂奇和SDK在波斯尼亚西部比哈奇附近与他会合，以协助他的行动。三月至四月期间，约蒂奇和米哈伊洛维奇就结成对抗游击队的达成了协议，双方进入合作状态。尽管合作协议达成得太晚，没有任何实际用途，但双方的部队于3月27日会合。
约蒂奇没能活着看到战争结束，1945年4月23日，他在斯洛文尼亚的一场车祸中丧生。5月初，SDK在指挥官米奥德拉格·达米亚诺维奇率领下，进入意大利西北部，在那里向英国投降，并被关进拘留营。许多人被遣返回南斯拉夫，据估计，有1,500-3,100人被游击队处决。其他民族运动的成员逃到西方国家，在那里建立了重新建立了民族运动相关的政治和移民机构。约蒂奇的许多追随者定居在慕尼黑，他们在那里经营自己的一家出版社并印刷一份名为《火星报》的报纸。1974年，约蒂奇的兄弟被南斯拉夫国家安全局（Uprava državne bezbednosti，UDBA）特工枪杀。不过流亡期间，亲约蒂奇团体和切特尼克人附属团体之间的对抗仍在继续。